# Al-Fargani
Abu al-'Abbas Ahmad (Ahmed) ibn Mohamed ben Ketir al-Fargani (Afergani, el-Fergani, arabsko أبو العبّاس أحمد بن محمد بن كثير الفرغاني, latinsko Alfraganus (Alfragani, Alfergani)), arabski astronom, * okoli 805, Fargana, pokrajina Transoksanija, † okoli 880.

## Žvljenje in delo
Al-Fargani je v Bagdadu sodeloval v skupini znanstvenikov pod pokroviteljstvom abasidskega kalifa al-Mamuna pri merjenju Zemljinega obsega.
Njegovo glavno delo Elementi astronomije o nebesnih gibanjih (al-Mudkhil ila'Ilm Ha'jat al-Aflak), ki ga je napisal okoli leta 833, sta prevedla v latinščino leta 1135 Ivan Seviljski (Johannes Hispanus) (okoli 1090-okoli 1150) in da Cremona (1114-1187). Prevedli so ga tudi v hebrejščino. V arabščini je ohranjeno pod različnimi imeni. V delu je primerno povzel Ptolemejev Almagest. Bilo je priljubljeno vse do Regiomontanovega časa. V 17. stoletju je nizozemski orientalist Golius izdal arabsko besedilo na podlagi rokopisa, ki ga je dobil na Bližnjem vzhodu, skupaj z novim latinskim prevodom in mnogo opombami.
Al-Fargani je leta 848 izmeril nivo Nila.
Kasneje se je preselil v Kairo, kjer je okoli leta 856 sestavil pomembno razpravo o astrolabu.
V letu 861 je v imenu abasidskega kalifa al-Mutavakila nadziral dvig nilskega vodostaja v Fustatu in na otoku al-Rauda (v starem Kairu) gradnjo nilometra.

## Priznanja
Poimenovanja
Po njem se imenuje majhen udarni krater na Luni Alfraganus. Njegovi Lunini kordinati sta 5,4° južno; 19,0° vzhodno, premer 20 km in globina 2,8 km.